# Pimpinella propinqua
Pimpinella propinqua är en växtart i släktet bockrötter (Pimpinella) och familjen flockblommiga växter. Den beskrevs av Hermann Wolff 1927.
Arten är en två- eller flerårig ört som förekommer i östra och södra Spanien.